# Doran Clark
Pour les articles homonymes, voir Clark.
Doran Clark est une actrice américaine née le 8 août 1954 en Californie aux États-Unis.

## Filmographie
- 1979 : Too Far to Go (film) : Judith
- 1980 : Secrets of Midland Heights (série télévisée) : Ann Dulles (Saison 1)
- 1982 : Hooker (série télévisée) : Carol Bennett (Saison 2, épisode 6)
- 1983 : Scandales à l'Amirauté (série télévisée) : Leslie Mallory
- 1985 : MacGyver (série télévisée) : Chris Rhodes (Saison 1, épisode 5)
- 1985 : Arabesque (série télévisée) : Becky Anderson (Saison 2, épisode 13)
- 1988 : Perry Mason: The Case of the Lady in the Lake :  Sara Wingate Travis
- 1988 : Black Eagle : L'Arme absolue (film): Patricia Parker
- 1989 : Nightingales (série télévisée) : Dr Charlene Chasen (Saison 1)
- 1991 : Arabesque (série télévisée) : Courtney Stoddard (Saison 8, épisode 20)
- 1991 : Code Quantum (série télévisée) : Laura (Saison 4, épisode 5)
- 1999 : La Vie à tout prix (Chicago Hope) (série télévisée) : Melody Cacaci (Saison 6, épisode 5)
- 1999 : Providence (série télévisée) : Gail O' Malley (Saison 2, épisode 12)
- 1999 : Aventures à Paris (film): Barbara